# FC Viktoria Plzeň

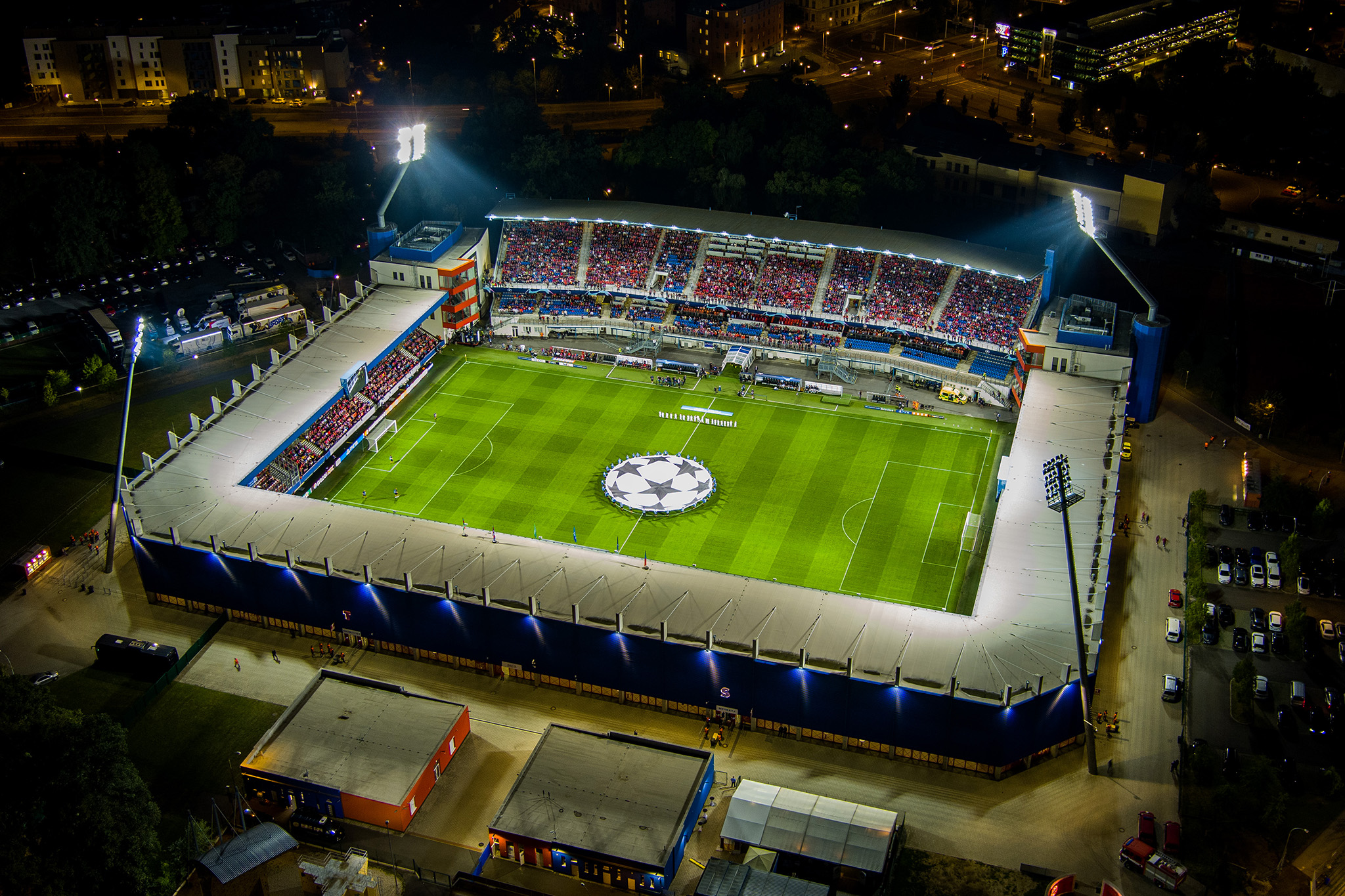
Doosan Arena para 11.700 pessoas.

O Football Club Viktoria Plzeň é uma equipe de futebol da cidade de Plzeň, na região da Boêmia, na Tchéquia. Foi fundado em 1911. Suas cores são vermelho e azul sendo uma equipa de quarto escalão.
Disputa suas partidas no Doosan Arena, em Pilsen, que tem capacidade para 11.700 espectadores.
A equipe compete atualmente na primeira divisão do Campeonato Tcheco, no qual obtem 6 títulos. Na época do Campeonato Tchecoslovaco. Sua melhor colocação foi o terceiro lugar na temporada 1932/33. Também estava na segunda colocação no campeonato de 1948, interrompido na 13ª rodada devido à reorganização do futebol nacional.
Na Copa da Tchecoslováquia, foi finalista em 1971, quando perdeu para o Spartak Trnava. Esta posição lhe rendeu a primeira participação em competições européias, a Taça dos Clubes Vencedores de Taças de 1971/72, em que foi eliminado pelo poderoso Bayern de Munique na primeira fase, perdendo por 1 a 0 em casa e por 6 a 1 na Alemanha.Na temporada 2013-2014 conseguiu se classificar para a fase de grupos da UEFA Champions League.

## Nomes
- 1911 - SK Viktoria Plzeň (Sportovní klub Viktoria Plzeň)
- 1949 - Sokol Škoda Plzeň
- 1952 – Sokol ZVIL Plzeň (Sokol Závody Vladimíra Iljiče Lenina Plzeň)
- 1953 – DSO Spartak LZ Plzeň (Dobrovolná sportovní organizace Spartak Leninovy závody Plzeň)
- 1962 – TJ Spartak LZ Plzeň (Tělovýchovná jednota Spartak Leninovy závody Plzeň)
- 1965 – TJ Škoda Plzeň (Tělovýchovná jednota Škoda Plzeň)
- 1993 – FC Viktoria Plzeň (Football Club Viktoria Plzeň, a.s.)

## Uniformes

### Uniformes dos jogadores
- 1º - Camisa com listras em vermelho e azul, calção e meias azuis;
- 2º - Camisa branca, calção e meias brancas;
- 3º - Camisa amarela, calção amarelo e meias pretas.

| 1º Uniforme | 2º Uniforme | 3º Uniforme |

### Uniformes dos guarda-redes
- Camisa verde, calção e meias verdes;
- Camisa azul, calção e meias azuis;
- Camisa preta, calção e meias pretas.

| Cores do Time · Cores do Time · Cores do Time · Cores do Time · Cores do Time | Cores do Time · Cores do Time · Cores do Time · Cores do Time · Cores do Time | Cores do Time · Cores do Time · Cores do Time · Cores do Time · Cores do Time |

### Uniformes anteriores
- 2018-19

| Primeiro | Segundo | Terceiro |  |

- 2017-18

| Primeiro | Segundo | Terceiro |  |

- 2016-17

| Primeiro | Segundo | Terceiro |  |

- 2015-16

| Primeiro | Segundo | Terceiro |  |

- 2014-15

| Primeiro | Segundo | Terceiro |  |

- 2013-14

| Primeiro | Segundo | Terceiro |

- 2012-13

| Primeiro | Segundo | Terceiro |

- 2011-12

| Primeiro | Segundo |

- 2010-11

| Primeiro | Segundo |

- 2009-10

| Primeiro | Segundo |

## Títulos
| Nacionais | Nacionais                    | Nacionais | Nacionais                                            |
| País      | Competição                   | Títulos   | Temporadas                                           |
| --------- | ---------------------------- | --------- | ---------------------------------------------------- |
|           | Campeonato Tcheco de Futebol | 6         | 2010–11, 2012–13, 2014–15, 2015–16, 2017–18, 2021–22 |
|           | Copa da República Tcheca     | 1         | 2009–10                                              |
|           | Supercopa Tcheca             | 2         | 2011, 2015                                           |